# Heinrich Georg Bronn
Heinrich Georg Bronn (Ziegelhausen, perto de Heidelberg, 3 de março de 1800 — Heidelberg, 5 de julho de 1862) foi um geólogo e paleontólogo alemão. Ele foi o primeiro a traduzir para o alemão A Origem das Espécies, de Charles Darwin, em 1860, embora não sem apresentar suas próprias interpretações, como também um capítulo de crítica à obra.
Foi laureado com a medalha Wollaston de 1861, concedida pela Sociedade Geológica de Londres.

## Trabalhos
- System der urweltlichen Konchylien. durch Diagnose, Analyse und Abbildung der Geschlechter erläutert. J.C.B. Mohr, Heidelberg 1824. doi:10.5962/bhl.title.8749
- System der urweltlichen Pflanzenthiere. J.C.B. Mohr, Heidelberg 1825. doi:10.5962/bhl.title.9094
- Italiens Tertiär-Gebilde und deren organische Einschlüsse. Groos, Heidelberg 1831. doi:10.5962/bhl.title.59236
- als Herausgeber mit Karl Cäsar von Leonhard: Neues Jahrbuch für Mineralogie, Geognosie, Geologie und Petrefaktenkunde. E. Schweizerbart's Verlagshandlung, Stuttgart 1833–1862. online
- Die ersten Auflagen der Lethaea geognostica oder Abbildungen und Beschreibungen der für die Gebirgs-Formationen bezeichnendsten Versteinerungen. In mehreren Bänden inkl. Bilderatlas. Stuttgart 1834-1838. https://doi.org/10.5962/bhl.title.59080
- Untersuchungen über die Entwickelungs-Gesetze der organischen Welt während der Bildungs-Zeit unserer Erd-Oberfläche. E. Schweizerbart'sche Verlagshandlung, Stuttgart 1858. doi:10.5962/bhl.title.50675
- Die Klassen und Ordnungen des Thier-Reichs (alternative title Dr. H.G. Bronn's Klassen und Ordnungen des Thier-Reichs: wissenschaftlich dargestellt in Wort und Bild). C.F. Winter, Leipzig und Heidelberg, 1859. Some volumes were not published. doi:10.5962/bhl.title.2054.
  - First editions:
    - Vols. 1: Amorphozoa, von H.G. Bronn, 1859, .
    - Vols. 2: Actinozoa, von H.G. Bronn, 1860, .
    - Vols. 3, Malacozoa, Abt. 1: Malacozoa acephala, von H.G. Bronn, 1862, .
    - Vols. 3, Malacozoa, Abt. 2: Malacozoa cephalophora, von W. Keferstein, 1862–1866, .
    - Vols. 5, Arthropoden, Abt. 1, Crustacea, Halfte 1: Entomostraca. Von A. Gerstaecker, 1866–1879, .
    - Vols. 5, Arthropoden, Abt. 1, Crustacea, Halfte 2: Malacostraca. Von A. Gerstaecker, und A. E. Ortmann. Princeton, 1901, , plates .

  - Vols. 1, Protozoa, Abt. 1: Sarkodina und Sporozoa, von O. Bütschli, 1880–82, .
  - Vols. 1, Protozoa, Abt. 2: Mastigophora, von O. Bütschli, 1883–87, , plates .
  - Vols. 1, Protozoa, Abt. 3: Infusoria und System der Radiolaria, von O. Bütschli, 1887–89, , plates .
  - Vols. 2, Abt. 1: Spongien (Porifera), von Dr. G.C.J. Vosmaer, 1887, .
  - Vols. 2, Abt. 2, Coelenterata, Buch 1, Abs. 1: Allgemeine Naturgeschichte der Cölenteraten, bearbeitet von Prof. Dr. Carl Chun, 1889–1892, .
  - Vols. 2, Abt. 2, Coelenterata, Buch 1, Abs. 2: Specieller Theil, bearbeitet von Prof. Dr. Carl Chun, 1894–1916.
  - Vols. 2, Abt. 2, Coelenterata, Buch 2: Scyphomedusae, bearbeitet von M. E. Thiel, 1936–1962.
  - Vols. 2, Abt. 2, Coelenterata, Buch 3: Anthozoa, bearbeitet von Dr. O. Carlgren, 1903 + atlas, .
  - Vols. 2, Abt. 3, Echinodermen (Stachelhäuter), Buch 1: Die Seewalzen, von Dr. Hubert Ludwig, 1889–1892, .
  - Vols. 2, Abt. 3, Echinodermen (Stachelhäuter), Buch 2: Die Seesterne, begonnen von Dr. Hubert Ludwig, fortgesetzt von Prof. Dr. Otto Hamann, 1899, .
  - Vols. 2, Abt. 3, Echinodermen (Stachelhäuter), Buch 3: Die Schlangensterne, begonnen von Dr. Hubert Ludwig, fortgesetzt von Prof. Dr. Otto Hamann, 1901.
  - Vols. 2, Abt. 3, Echinodermen (Stachelhäuter), Buch 4: Die Seeigel, begonnen von Dr. Hubert Ludwig, fortgesetzt von Prof. Dr. Otto Hamann, 1904, .
  - Vols. 2, Abt. 3, Echinodermen (Stachelhäuter), Buch 5: Die Seelilien, von Dr. Hubert Ludwig, 1889–1907, .
  - Vols. 3, Mollusca, Abt. 1: Amphineura und Scaphopoda, von Dr. H. Simroth, 1892–1895, .
  - Vols. 3, Mollusca, Abt. 2, Buch 1: Gastropoda prosobranchia, von Dr. H. Simroth, 1896–1907 + atlas, .
  - Vols. 3, Mollusca, Abt. 2, Buch 2: Pulmonata, von Dr. H. Simroth, fortgeführt von Dr. H. Hoffmann, 1896–1907 + atlas.
  - Vols. 3, Mollusca, Abt. 3: Bivalvia, Teil 1–2, bearbeitet von Dr. F. Haas, 1935–1955.
  - Vols. 3, Supplement 1, Tunicata (Manteltiere), Abt. 1: Die Appendicularien und Ascidien, begonnen von Dr. Osw. Seeliger, fortgesetzt von Dr. R. Hartmeyer, 1893–1911, , , .
  - Vols. 3, Supplement 1, Tunicata (Manteltiere), Abt. 2: Pyrosomen, begonnen von Dr. Osw. Seeliger, fortgesetzt von Dr. G. Neumann, 1910–1913, .
  - Vols. 3, Supplement 2, Tunikaten (Manteltiere), Abt. 2, Buch 2, Lief. 1: Doliolidae, bearbeitet von Prof. Dr. Günther Neumann.
  - Vols. 3, Supplement 2, Tunikaten (Manteltiere), Abt. 2, Buch 2, Lief. 2–3: Salpidae, bearbeitet von J. E. W. Ihle, 1935–1939.
  - Vols. 4, Vermes, Abt. 1a: Mionelminthes, Trichoplax und Trematodes, bearbeitet von Prof. Dr. H. Pagenstecher und Prof. Dr. M. Braun, 1879–1893, .
  - Vols. 4, Vermes, Abt. 1b: Cestodes, fortgesetzt von Prof. Dr. M. Braun, 1894–1900 + atlas, .
  - Vols. 4, Vermes, Abt. 1c, Turbellaria, Abt. 1: Acoela und Rhabdocoelida, bearbeitet von Dr. L. von Graff, mit Beiträgen von Prof. Dr. L. Böhmig und Prof. Dr. Fr. von Wagner, 1904–1908 + atlas, .
  - Vols. 4, Vermes, Abt. 1c, Turbellaria, Abt. 2: Tricladida, bearbeitet von Dr. L. von Graff, mit Beiträgen von Prof. Dr. P. Steinmann, Prof. Dr. L. Böhmig und Dr. A. Meixner, 1912–1917 + atlas, .
  - Vols. 4, Vermes, Abt. 1c, Turbellaria, Abt. 3: Polycladida, bearbeitet von R. Stummer-Traunfels, 1933.
  - Vols. 4, Vermes, Abt. 2, Aschelminthen, Trochelminthes, Buch 1, Teil 1: Rotatorien, Gastrotrichen und Kinorhynchen, bearbeitet von A. Remane, 1929–1933.
  - Vols. 4, Vermes, Abt. 2, Aschelminthen, Buch 1, Teil 2: Gastrotricha und Kinorhyncha, bearbeitet von Prof. Dr. A. Remane, 1935–1936.
  - Vols. 4, Vermes, Abt. 2, Aschelminthen, Buch 3: Nematodes und Nematomorpha, bearbeitet von L. A. Jägerskiöld und J. H. Schuurmans Stekhoven Jr, 1913–1959.
  - Vols. 4, Vermes, Abt. 2, Aschelminthen, Buch 4: Kamptozoa, bearbeitet von Dr. Carl I. Cori, 1936.
  - Vols. 4, Vermes, Abt. 3, Annelides, Buch 2: Polychaeta, bearbeitet von F. Hempelmann, 1937.
  - Vols. 4, Vermes, Abt. 3, Annelides, Buch 3: Oligochaeta, bearbeitet von H. A. Stolte, 1935–1969.
  - Vols. 4, Vermes, Abt. 3, Annelides, Buch 4: Hirudineen, Teil 1–2, bearbeitet von Dr. K. Herter, Dr. W. Schleip und Dr. H. Autrum, 1936–1939.
  - Vols. 4, Vermes, Abt. 4, Tentaculaten, Chaetognathen und Hemichordaten, Buch 1, Phoronidea, Ektoprokta und Brachiopoda, Teil 1: Phronidea, bearbeitet von Prof. Dr. Carl I. Cori, 1939.
  - Vols. 4, Vermes, Abt. 4, Tentaculaten, Chaetognathen und Hemichordaten, Buch 2, Chaetognathen und Hemichordaten, Teil 1: Chaetognatha, bearbeitet von Dr. W. Kuhl, 1938.
  - Vols. 4, Vermes, Abt. 4, Tentaculaten, Chaetognathen und Hemichordaten, Buch 2, Chaetognathen und Hemichordaten, Teil 2: Hemichordata, bearbeitet von Dr. C. J. van der Horst. 1934–1939.
  - Vols. 4, Vermes, Supplement: Nemertini (Schnurwürmer), bearbeitet von Dr. O. Bürger, 1897–1907, .
  - Vols. 5, Arthropoden, Abt. 1, Crustacea, Buch 1: Allgemeines.
  - Vols. 5, Arthropoden, Abt. 1, Crustacea, Buch 2, Teil 1: Phiillopoda.
  - Vols. 5, Arthropoden, Abt. 1, Crustacea, Buch 2, Teil 2: Ostracoda.
  - Vols. 5, Arthropoden, Abt. 1, Crustacea, Buch 3, Teil 3: Cirripedia, bearbeitet von Paul Krüger, 1940
  - Vols. 5, Arthropoden, Abt. 1, Crustacea, Buch 3, Teil 4: Ascothoracida, bearbeitet von Paul Krüger, 1940
  - Vols. 5, Arthropoden, Abt. 1, Crustacea, Buch 4: Thermosbaenacea, bearbeitet von Th. Monod, 1940
  - Vols. 5, Arthropoden, Abt. 1, Crustacea, Buch 4, Teil 2: Syncarida, bearbeitet von R. Siewing, 1959
  - Vols. 5, Arthropoden, Abt. 1, Crustacea, Buch 5: Isopoda.
  - Vols. 5, Arthropoden, Abt. 1, Crustacea, Buch 6, Teil 2: Stomatopoda, bearbeitet von Heinrich Balss. 1938
  - Vols. 5, Arthropoden, Abt. 1, Crustacea, Buch 7: Decapoda, bearbeitet von Heinrich Balss und W. v. Buddenbrock, 1940–1957.
  - Vols. 5, Arthropoden, Abt. 2, Myriapoda, Buch 1: Klasse Chilopoda, von Dr. K. W. Verhoeff, 1902–1925.
  - Vols. 5, Arthropoden, Abt. 2, Myriapoda, Buch 2: Klasse Diplopoda, Teil 1–2, bearbeitet von Dr. K. W. Verhoeff, 1926–1932.
  - Vols. 5, Arthropoden, Abt. 2, Myriapoda, Buch 3, Symphyla und Pauropoda, bearbeitet von Dr. K. W. Verhoeff, 1933–1934.
  - Vols. 5, Arthropoden, Abt. 3, Insecta, Buch 6: Embioidea und Orthopteroidea, bearbeitet von Dr. Max Beier, 1955–1959.
  - Vols. 5, Arthropoden, Abt. 3, Insecta, Buch 8, Teil b.ε: Coccina, ; Teil b.γ: Psyllina, , bearbeitet von Dozent Dr. Otto Pflugfelder, 1939–1941.
  - Vols. 5, Arthropoden, Abt. 3, Insecta, Buch 12, Teil a: Neuroptera, bearbeitet von Prof. Dr. Hermann Friedrich, 1953.
  - Vols. 5, Arthropoden, Abt. 3, Insecta, Buch 13, Teil f: Aphaniptera, bearbeitet von Prof. Dr. Julius Wagner, 1939, .
  - Vols. 5, Arthropoden, Abt. 4, Arachnoidea, Buch 1: Pentastomida, bearbeitet von Prof. Dr. R. Heymons, 1935.
  - Vols. 5, Arthropoden, Abt. 4, Arachnoidea, Buch 2: Pantopoda, bearbeitet von H. Helfer und E. Schlottke, 1935.
  - Vols. 5, Arthropoden, Abt. 4, Arachnoidea, Buch 3: Tardigrada, bearbeitet von Ernst Marcus, 1929.
  - Vols. 5, Arthropoden, Abt. 4, Arachnoidea, Buch 4: Solifuga, Palpigrada, bearbeitet von C. Fr. Roewer, 1933–1934, .
  - Vols. 5, Arthropoden, Abt. 4, Arachnoidea, Buch 6, Teil 1: Chelonethi oder Pseudoskorpione, bearbeitet von Prof. Dr. C. Fr. Roewer, 1940.
  - Vols. 5, Arthropoden, Abt. 4, Arachnoidea, Buch 8: Scorpiones, Pedipalpi, bearbeitet von Franz Werner, 1934–1935.
  - Vols. 6, Vertebrata, Abt. 1: Pisces (Fische), Buch 1: Einleitendes, Leptocardii und Cyclostomi, bearbeitet von Dr. E. Lönnberg, G. Favaro, B. Mozejko und M. Rauther, 1924.
  - Vols. 6, Vertebrata, Abt. 1: Pisces (Fische), Buch 2, Echte Fische, Teil 1: Anatomie, Physiologie und Entwicklungsgeschichte, bearbeitet von Prof. Dr. M. Rauther und M. Leiner, 1927–1940.
  - Vols. 6, Vertebrata, Abt. 1: Pisces (Fische), Buch 2, Echte Fische, Teil 2: Anatomie, bearbeitet von Z. Grodzinski und H. Hoyer und M.Rauther, 1938–1954.
  - Vols. 6, Vertebrata, Abt. 1: Pisces (Fische), Buch 2, Echte Fische, Teil 3: Ökologie, Systematik, Geographische Verbreitung und Stammesgeschichte. Bearbeitet von G. Duncker und E. Mohr, Hamburg. Wird 1940 zu erscheinen beginnen.
  - Vols. 6, Vertebrata, Abt. 2: Wirbelthiere (Amphibien), fortgesetzt von C. K. Hoffmann, 1873–1878, .
  - Vols. 6, Vertebrata, Abt. 3, Reptilien, Teil 1: Schildkröten, fortgesetzt von C. K. Hoffmann, 1890, .
  - Vols. 6, Vertebrata, Abt. 3, Reptilien, Teil 2: Eidechsen und Wasserechsen, fortgesetzt von C. K. Hoffmann, 1890, , .
  - Vols. 6, Vertebrata, Abt. 3, Reptilien, Teil 3: Schlangen und Entwicklungsgeschichte der Reptilien, fortgesetzt von C. K. Hoffmann, 1890, , .
  - Vols. 6, Vertebrata, Abt. 4, Vögel (Aves), Teil 1: Anatomischer Teil. Von H. Gadow (Cambridge) und E. Selenka (Erlangen), 1891, .
  - Vols. 6, Vertebrata, Abt. 4, Vögel (Aves), Teil 2: Systematischer Theil, von Hans Gadow, 1893, .
  - Vols. 6, Vertebrata, Abt. 5, Mammalia, Buch 1 (oder Vols. 1): Osteologie, Muskulatur, Integument, Verdauungsorgane, Atmungsorgane, Schilddrüse, Thymus, Winterschlaf drüse, bearbeitet von Prof. Dr. C. G. Giebel und Prof. Dr. W. Leche, 1874–1900 + atlas, .
  - Vols. 6, Vertebrata, Abt. 5, Mammalia, Buch 2, Gefäß- und Urogenitalsystem, Teil 1: Das Gefässystem, bearbeitet von Dr. W. Leche, fortgsetzt von Dr. E. Göppert, 1902–1906.
  - Vols. 6, Vertebrata, Abt. 5, Mammalia, Buch 2, Gefäß- und Urogenitalsystem, Teil 2: Das Herz. Bearbeitet E. Ackernecht, Leipzig.
  - Vols. 6, Vertebrata, Abt. 5, Mammalia, Buch 2, Gefäß- und Urogenitalsystem, Teil 3: Die Arterien.
  - Vols. 6, Vertebrata, Abt. 5, Mammalia, Buch 2, Gefäß- und Urogenitalsystem, Teil 4: Die Venen. Bearbeitet H. Grau, Keredj.
  - Vols. 6, Vertebrata, Abt. 5, Mammalia, Buch 2, Gefäß- und Urogenitalsystem, Teil 5, Lieferung 1–4: Urogenitalsystem, herausgegeben von Dr. E. Göppert. Erste Unterabteilung, bearbeitet von Dr. U. Gerhardt, 1914, . Lieferung 5: begonnen von Prof. Dr. U. Gerhardt, fortgsetzt von Prof. Dr. Ludwig Freund, 1939, .
  - Vols. 6, Vertebrata, Abt. 5, Mammalia, Buch 2, Gefäß- und Urogenitalsystem, Teil 6: Das Lymphgefäßsystem. Bearbeitet H. Grau, Keredj.
  - Vols. 6, Vertebrata, Abt. 5, Mammalia, Buch 3, Nervensystem und Sinnesorgane, Teil 1: Das Zentralnervensystem, bearbeitet von Dr. phil. et med. Ernst Scharrer, 1936.
  - Vols. 6, Vertebrata, Abt. 5, Mammalia, Buch 3, Nervensystem und Sinnesorgane, Teil 2: Peripheres und autonomes Nervensystem. Bearbeitet H. Chreiber, Frankfurt. Wird 1940 zu erscheinen beginnen.
  - Vols. 6, Vertebrata, Abt. 5, Mammalia, Buch 3, Nervensystem und Sinnesorgane, Teil 3: Sinnesorgane. Bearbeitet H. Kahmann. München. Wird 1940 zu erscheinen beginnen.
- mit Georg Hartung: Die Azoren in ihrer äusseren Erscheinung und nach ihrer geognostischen Natur. W. Engelmann, Leipzig 1860. doi:10.5962/bhl.title.60459
- Charles Darwin, über die Entstehung der Arten im Thier- und Pflanzen-Reich durch natürliche Züchtung, oder Erhaltung der vervollkommneten Rassen im Kampfe um's Daseyn. E. Schweizerbart'sche Verlagshandlung und Druckerei, Stuttgart 1860. doi:10.5962/bhl.title.50672
- Über die Einrichtungen zur Befruchtung Britischer und ausländischer Orchideen durch Insekten. Schweizerbart'sche Verlagshandlung, Stuttgart 1862 doi:10.5962/bhl.title.15549